# Anthony Landázuri
Anthony Landázuri (Esmeraldas, Ecuador; 19 de abril de 1997) es un futbolista ecuatoriano. Juega de defensa y su equipo actual es el Club Deportivo Tenerife de la Segunda División de España.

## Trayectoria

### Inicios
Se inició en las formativas tempranas del Norte América y luego fue traspasado en el 2011 al Independiente del Valle.

### Independiente del Valle
actual subcampeón de América. Pasó todas las inferiores de este equipo hasta debutar en el 2015 en un partido contra Barcelona Sporting Club, el cual terminó con un empate 3-3. Con las bajas del equipo para el 2017 todo apuntó a que sería el reemplazante de Luis Caicedo, el cual fue traspasado al Cruzeiro Esporte Clube de Brasil.
En el 2018 perdió mucho espacio por la incorporación de Richard Schunke el cual ganó mucho espacio dentro del equipo además de convertirse en un pilar en el primer semestre hasta la llegada de Ismael Rescalvo.
El 15 de diciembre de 2022 se confirmó su vuelta al club rayado en condición de jugador libre tras su paso por Brasil.

### Fortaleza
En 2022 da el salto al fútbol internacional, fue fichado por el Fortaleza Esporte Clube de la Serie A de Brasil. En los primeros meses con el club cearense logró el título de campeón de la Copa do Nordeste y el Campeonato Cearense, al finalizar el torneo nacional brasileño rescindió su contrato con el club.

### Tenerife
El 3 de febrero de 2025 firmó con el Club Deportivo Tenerife de la Segunda División de España hasta junio de 2027, debutando el 9 de marzo ante la SD Huesca en un notable partido del ecuatoriano que el equipo dirigido por Álvaro Eustaquio Cervera se impuso por 2 tantos a 0.

## Selección nacional

### Categorías inferiores

#### Participaciones en Sudamericanos
| Campeonato                              | Sede     | Resultado    | Partidos | Goles |
| --------------------------------------- | -------- | ------------ | -------- | ----- |
| Preolímpico Sudamericano Sub-23 de 2020 | Colombia | Primera fase | 4        | 0     |

## Estadísticas

### Clubes
Actualizado al último partido disputado el 1 de junio de 2025.
| Equipo                            | Temporada     | Liga          | Liga  | Liga  | Copas nacionales | Copas nacionales | Copas internacionales | Copas internacionales | Otras        | Otras        | Total | Total |
| Equipo                            | Temporada     | Div.          | Part. | Goles | Part.            | Goles            | Part.                 | Goles                 | Part.        | Goles        | Part. | Goles |
| --------------------------------- | ------------- | ------------- | ----- | ----- | ---------------- | ---------------- | --------------------- | --------------------- | ------------ | ------------ | ----- | ----- |
| Independiente del Valle · Ecuador | 2015          | 1.ª           | 4     | 1     | Inexistentes     | Inexistentes     | 0                     | 0                     | Inexistentes | Inexistentes | 4     | 1     |
| Independiente del Valle · Ecuador | 2016          | 1.ª           | 15    | 0     | Inexistentes     | Inexistentes     | 0                     | 0                     | Inexistentes | Inexistentes | 15    | 0     |
| Independiente del Valle · Ecuador | 2017          | 1.ª           | 5     | 0     | Inexistentes     | Inexistentes     | 1                     | 0                     | Inexistentes | Inexistentes | 6     | 0     |
| Independiente del Valle · Ecuador | 2018          | 1.ª           | 2     | 0     | Inexistentes     | Inexistentes     | 1                     | 0                     | Inexistentes | Inexistentes | 3     | 0     |
| Independiente del Valle · Ecuador | 2019          | 1.ª           | 26    | 2     | 2                | 0                | 9                     | 0                     | Inexistentes | Inexistentes | 37    | 2     |
| Independiente del Valle · Ecuador | 2020          | 1.ª           | 15    | 0     | 0                | 0                | 3                     | 0                     | Inexistentes | Inexistentes | 18    | 0     |
| Independiente del Valle · Ecuador | 2021          | 1.ª           | 21    | 1     | 1                | 2                | 8                     | 0                     | Inexistentes | Inexistentes | 30    | 3     |
| Fortaleza · Brasil                | 2022          | 1.ª           | 7     | 0     | 8                | 0                | 2                     | 0                     | 3            | 0            | 20    | 0     |
| Fortaleza · Brasil                | Total club    | Total club    | 7     | 0     | 8                | 0                | 2                     | 0                     | 3            | 0            | 20    | 0     |
| Independiente del Valle · Ecuador | 2023          | 1.ª           | 23    | 1     | —                | —                | 4                     | 0                     | —            | —            | 27    | 1     |
| Independiente del Valle · Ecuador | 2024          | 1.ª           | 20    | 1     | 2                | 0                | 6                     | 0                     | 0            | 0            | 28    | 1     |
| Independiente del Valle · Ecuador | Total club    | Total club    | 131   | 6     | 5                | 2                | 32                    | 0                     | 0            | 0            | 168   | 8     |
| C. D. Tenerife · España           | 2024-25       | 2.ª           | 11    | 1     | 0                | 0                | 0                     | 0                     | 0            | 0            | 11    | 1     |
| C. D. Tenerife · España           | Total club    | Total club    | 11    | 1     | 0                | 0                | 0                     | 0                     | 0            | 0            | 11    | 1     |
| Total carrera                     | Total carrera | Total carrera | 149   | 7     | 13               | 2                | 34                    | 0                     | 3            | 0            | 199   | 9     |
| 1. 2. 3.                          |               |               |       |       |                  |                  |                       |                       |              |              |       |       |

### Participaciones internacionales
| Club                     | País                    | Resultado    |
| ------------------------ | ----------------------- | ------------ |
| Copa Libertadores 2017   | Independiente del Valle | Segunda fase |
| Copa Libertadores 2018   | Independiente del Valle | Segunda fase |
| Copa Sudamericana 2019   | Independiente del Valle | Campeón      |
| Recopa Sudamericana 2023 | Independiente del Valle | Campeón      |

## Palmarés

### Campeonatos regionales
| Título              | Club      | País   | Año  |
| ------------------- | --------- | ------ | ---- |
| Copa do Nordeste    | Fortaleza | Brasil | 2022 |
| Campeonato Cearense | Fortaleza | Brasil | 2022 |

### Campeonatos nacionales
| Título               | Club                    | Año  |
| -------------------- | ----------------------- | ---- |
| Serie A de Ecuador   | Independiente del Valle | 2021 |
| Supercopa de Ecuador | Independiente del Valle | 2023 |

### Campeonatos internacionales
| Título              | Club                    | Año  |
| ------------------- | ----------------------- | ---- |
| Copa Sudamericana   | Independiente del Valle | 2019 |
| Recopa Sudamericana | Independiente del Valle | 2023 |